# Roc Raida

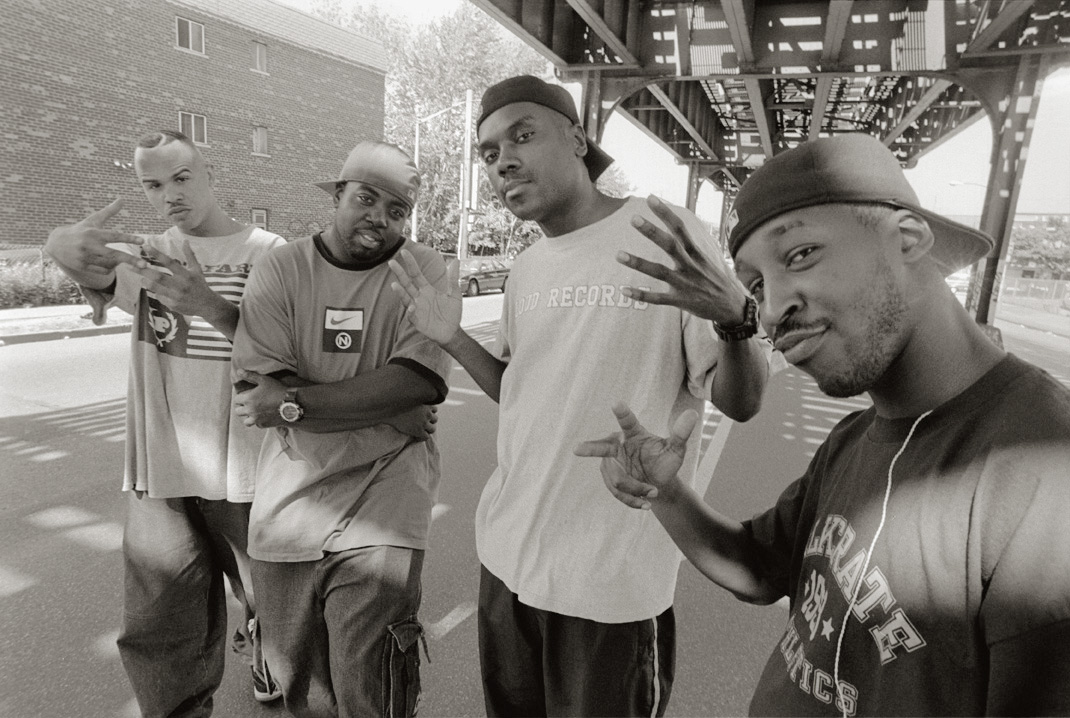
Roc Raida als Teil der The X-Ecutioners.

Roc Raida (bürgerlich Anthony Williams; * 18. Mai 1972 in New York City; † 19. September 2009 ebenda) war ein US-amerikanischer DJ, Musikproduzent und einer der bedeutendsten Turntablisten. Er war auch als Mitglied der Band The X-Ecutioners bekannt.

## Werdegang
Roc Raida wurde 1972 unter dem Namen Anthony Williams geboren. Durch seinen Vater, der Mitglied der Rap-Gruppe Mean Machine gewesen war, kam Williams bereits in seiner Kindheit in Kontakt mit Hip-Hop-Musik. Im Alter von zehn Jahren arbeitete er erstmals an Turntables. 1989 gründete Raida die DJ-Gruppe X-Men, deren Zusammenstellung sich über die Jahre mehrfach änderte. Weitere wichtige Mitglieder waren Steve Dee, Rob Swift und Total Ecplise.
Im Jahr 1995 wurde Roc Raida Weltmeister bei den DMC DJ World Championships. 1997 erhielten X-Men einen Plattenvertrag bei dem Label Asphodel Records, womit sie neben der aus San Francisco stammenden Formation Invisibl Skratch Piklz, die erste reine DJ-Gruppe war, die einen Vertrag bei einem Musiklabel unterschreiben konnte. Aus rechtlichen Gründen musste die Band vor Veröffentlichung des ersten Albums ihren Namen in X-Ecutioners ändern. Im September 1997 wurde das Debütalbum X-Pressions veröffentlicht. 
1997 veröffentlichte Roc Raida auch sein erstes Soloalbum. Dieses erschien unter dem Titel The Adventures of Roc Raida… One Too Many! über das Label Fat Beats. 1999 wurde er in die DMC Hall of Fame aufgenommen. Ein Jahr später folgte das Album Crossfaderz, auf dem unter anderem gemeinsame Lieder mit DJ QBert, DJ Premier, The Beatnuts, Diamond D, Common und Big L enthalten sind. We Them Niggas erschien 2001 als drittes Soloalbum.
2002 folgte das zweite Album der X-Ecutioners. Built from Scratch erschien über Loud Records, Sony Music und enthält Gastbeiträge zahlreicher prominenter Musiker, darunter Xzibit, Kool G Rap, Big Pun, M.O.P., Large Professor, Biz Markie und Everlast. Ein drittes Album wurde 2004 unter dem Titel Revolutions veröffentlicht. Erneut entstanden Stücke mit namhaften Musikern wie Ghostface Killah, Cypress Hill, Fat Joe und Rob Zombie. 
2007 erschien die letzte Veröffentlichung von Roc Raida. Das von ihm produzierte Album Beats, Cuts and Skits erschien über das Label Adiar Cor Records. Als Gäste sind unter anderem Dilated Peoples und Linkin Park vertreten. Am Morgen des 19. Septembers 2009 starb Williams. Als Todesursache wurde Herzstillstand genannt, der infolge eines Sportunfalls eingetreten sei. Zuletzt war er als offizieller Tournee-DJ von Busta Rhymes aktiv.

## Diskografie
- 1997: The Adventures of Roc Raida... One Too Many!
- 1997: X-Pressions (mit The X-Ecutioners)
- 2000: Crossfaderz
- 2001: We Them Niggas
- 2002: Built from Scratch (mit The X-Ecutioners)
- 2003: Champion Sounds
- 2004: Kung Faux
- 2004: Revolutions (mit The X-Ecutioners)
- 2005: Rock Phenomenon
- 2007: Beats, Cuts and Skits